# Gare de Sainte-Restitude
La gare de Sainte-Restitude est une gare ferroviaire française de la ligne de Ponte-Leccia à Calvi (voie unique à écartement métrique), située sur le territoire de la commune de Lumio, dans le département de la Haute-Corse et la Collectivité territoriale de Corse (CTC). Elle donne accès à la plage de Sainte-Restitude.
C'est un arrêt des Chemins de fer de la Corse (CFC) desservi par des trains périurbains. L'arrêt est facultatif (AF) ; il faut signaler sa présence au conducteur pour qu'il y ait un arrêt du train.

## Situation ferroviaire
Établie à 9 mètres d'altitude, la gare de Sainte-Restitude est située au point kilométrique (PK) 113,9 de la ligne de Ponte-Leccia à Calvi (voie unique à écartement métrique), entre les gares de Lumio-Arinella (AF) et de Camp-Raffalli GR 20 (AF).
Elle dispose d'un quai court.

## Service des voyageurs

### Accueil
Halte CFC, c'est un point d'arrêt non géré (PANG) à accès libre. Elle dispose d'un quai court. Arrêt facultatif (AF) : le train ne s'arrête que si la demande a été faite au conducteur.

### Desserte
Sainte-Restitude est desservie, éventuellement (AF), par des trains CFC de la « desserte suburbaine de la Balagne » relation Calvi - Île-Rousse. Les horaires sont fluctuants en fonction de la saison (juillet-août) et du hors saison (le reste de l'année).

### Intermodalité
L'arrêt dessert la plage de Sainte-Restitude dite du Pain de sucre, du nom du restaurant de plage situé sur celle-ci. Le stationnement des véhicules est possible sur les parkings du restaurant. Un passage à niveau non gardé jouxte le quai.